# Gustav Cassel
Karl Gustav Cassel (20 de outubro de 1866 – 14 de janeiro de 1945) foi um economista sueco e professor de economia na Universidade de Estocolmo.

## Trabalhos
A perspectiva de Cassel sobre a realidade econômica, e especialmente sobre o papel do interesse, estava enraizada no neoclassicismo britânico e nas escolas suecas nascentes. Ele talvez seja mais conhecido pelo artigo de John Maynard Keynes, Tract on Monetary Reform (1923), no qual ele levantou a ideia de paridade de poder de compra.
"Cassel foi, sem dúvida, uma das figuras mais destacadas da ciência econômica durante o período entre guerras. Sua autoridade perdia apenas para a de Lord Keynes, e seu conselho foi avidamente solicitado em muitas ocasiões por seu próprio governo e por governos estrangeiros."
Ele também foi membro fundador da escola sueca de economia, junto com Knut Wicksell e David Davidson. Cassel chegou à economia a partir da matemática. Ele obteve um diploma avançado em matemática pela Universidade de Uppsala e foi nomeado professor na Universidade de Estocolmo no final da década de 1890, mas foi para a Alemanha antes da virada do século para estudar economia, publicando artigos que abrangiam quase quarenta anos.
Após o fim da Primeira Guerra Mundial, Gustav Cassel esteve ativamente envolvido nas discussões sobre as possíveis formas de restaurar o padrão-ouro, o que restauraria automaticamente o sistema de taxas de câmbio fixas entre as nações participantes. A estabilidade das taxas de câmbio era amplamente considerada crucial para restaurar o comércio internacional e para seu crescimento estável e equilibrado. A questão a que Gustav Cassel tentou responder nas suas obras escritas no contexto dessas discussões era como determinar o nível adequado em que as taxas de câmbio deviam ser fixadas durante a restauração do sistema de taxas de câmbio fixas. Seu conselho era fixar as taxas de câmbio no nível correspondente à paridade do poder de compra, pois acreditava que isso evitaria desequilíbrios comerciais entre as nações comerciais. A doutrina de PPP proposta por Cassel não era realmente uma teoria positiva de determinação da taxa de câmbio (pois Cassel estava perfeitamente ciente de vários fatores que impedem as taxas de câmbio de se estabilizarem no nível de PPP se permitissem que flutuassem), mas sim um conselho normativo de política, formulado no contexto de discussões sobre o retorno ao regime de câmbio fixo.
Ele também trabalhou no problema das reparações alemãs. Ele foi membro de muitos comitês que lidavam com questões de estado na Suécia e dedicou muito trabalho à criação de um sistema melhor de exposição e controle orçamentário (1905–1921). Ele foi um dos representantes suecos na reunião da Câmara de Comércio Internacional em Londres em 1921. Ele se tornou um membro da Svenska Vetenskapsakademien e correspondente da Suécia na Royal Economic Society.

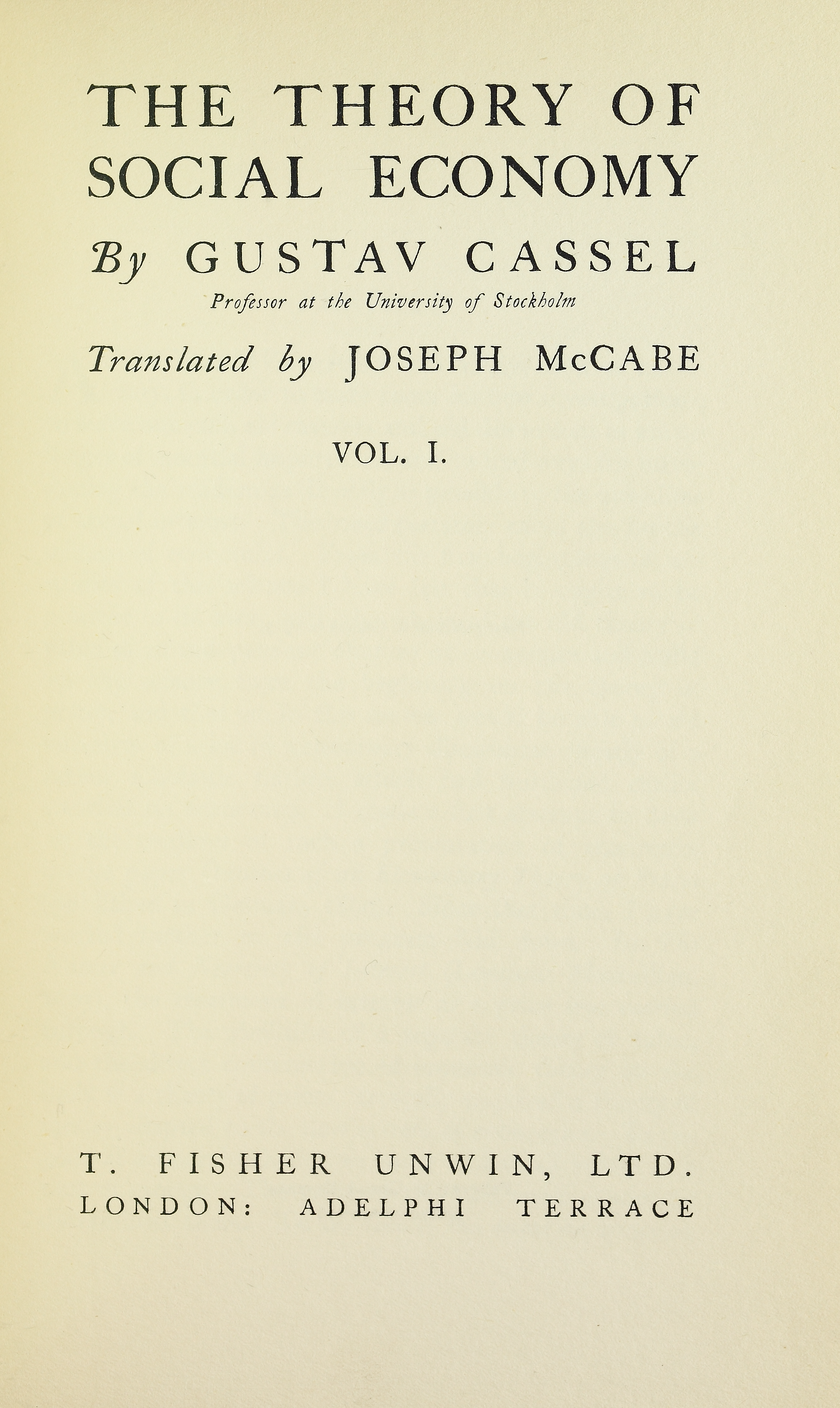
Theoretische Sozialökonomie, 1923

Além de seus livros em sueco, publicou as seguintes obras em outras línguas: Das Recht auf den vollen Arbeitsertrag (1900), The Nature and Necessity of Interest (1903), Theoretische Sozialökonomie (1919). Seu Memorando sobre os Problemas Monetários do Mundo, publicado pela Liga das Nações para a Conferência Financeira Internacional em Bruxelas em 1920, atraiu a atenção generalizada.
Alguns de seus alunos notáveis incluem os laureados com o Prêmio Nobel de Economia Bertil Ohlin e Gunnar Myrdal, e o futuro líder do Partido Moderado Gösta Bagge.